# Botschafter der Vereinigten Staaten

Flagge eines Botschafters der Vereinigten Staaten

Die Botschafter der Vereinigten Staaten (US-Botschafter) sind Mitarbeiter der US-Regierung.

## Ernennung und Entlassung
Die Botschafter werden vom jeweiligen US-Präsidenten nominiert und müssen vom US-Senat bestätigt werden. Da Botschaften dem Außenministerium zugeordnet sind, unterstehen Botschafter dem Außenminister.
Seit 1915 gibt es im US-Außenministerium auch sogenannte Laufbahndiplomaten (Career Foreign Service Officers). Neben Diplomaten mit einer Beamtenlaufbahn im Außenministerium werden mit Rücksicht auf Parteienfinanzierung und internationale Verpflichtungen auch Quereinsteiger zu Diplomaten berufen (political appointees). Als Berufungsdatum gilt stets das Datum der Vereidigung auf das Amt, auch Commissioning (Beauftragung) bezeichnet, also nicht erst der Tag, an dem der Botschafter sein Beglaubigungsschreiben dem Staatsoberhaupt des Gastgeberlandes überreicht.
Wie alle vom Präsidenten ernannten Amtsträger werden in den USA auch Botschafter bei Regierungswechseln in der Regel ausgetauscht; so hat auch Donald Trump am Tag seines Amtsantritts alle Politischen Botschafter von ihrem Posten abberufen. Dass die neu gewählten Präsidenten dabei oft Personen als Botschafter auswählen, die sie bereits im Wahlkampf etwa durch Spendensammlungen unterstützt haben, stößt im Ausland immer wieder auf Unverständnis und führt immer wieder zum Vorwurf, manche der Nominierten verfügten nicht über ausreichende diplomatische Kenntnisse.
Typischerweise wird bei der Entlassung Rücksicht auf persönliche Umstände des jeweiligen Botschafters genommen, die ihm den Amtswechsel erschweren (beispielsweise kleine Kinder, die vor Ort die Schule besuchen). Außerdem wird mit der Entlassung oft gewartet, bis ein Nachfolger gefunden und durch den Senat bestätigt worden ist, da dieser Prozess unter Umständen Monate dauern kann. Diese Gepflogenheiten berücksichtigte der 2016 gewählte Präsident Donald Trump nicht. Wie bei vielen Regierungswechseln blieben auch diesmal US-Botschafterposten in vielen Ländern über Wochen bis Monate unbesetzt. Dazu zählten unter anderem die Botschafterposten in Deutschland, dem Vereinigten Königreich, Kanada, der Volksrepublik China, Indien, Japan und Saudi-Arabien.

## Akkreditierung
Als Akkreditierungsdatum gilt der Zeitpunkt, an dem ein Botschafter seinen Akkreditierungsbrief bei der Regierung seines Gastlandes vorlegt (Presented credentials = vorgelegte Beglaubigung). Obgleich der Botschafter aus amerikanischer Sicht mit der Bestätigung durch den Senat bereits im Amt ist, wird er nach außen hin aus Respekt vor dem Empfängerland als Ambassador-Designate bezeichnet, solange er dort sein Beglaubigungsschreiben noch nicht vorgelegt hat.
Üblicherweise sind Botschafter bis zum Verlassen des Gastlandes (Terminated mission) akkreditiert.

## Abberufung
In manchen Fällen wird ein Letter of Recall eine Abberufung der Regierung des Gastlandes vorgelegt, was je nach Begründung, ob der Botschafter beispielsweise für einen anderen Ort berufen wurde, eine Form des diplomatischen Protestes darstellt.

## Liste von Botschaftern der Vereinigten Staaten nach Empfangsstaat
- Afghanistan
- Algerien
- Angola
- Armenien
- Aserbaidschan
- Bahamas
- Bangladesch
- Belgien
- Bosnien und Herzegowina
- DDR
- Deutschland
- Dschibuti
- Frankreich
- Georgien
- Guatemala
- Heiliger Stuhl
- Indien
- Irak
- Iran
- Israel
- Jemen
- Kasachstan
- Kirgisistan
- Kuwait
- Libyen
- Marokko
- Österreich
- Pakistan
- Paraguay
- Peru
- Russland
- Sambia
- Simbabwe
- Singapur
- Slowenien
- Spanien
- Südvietnam
- Turkmenistan
- Uganda
- Ukraine
- Usbekistan
- Vereinigtes Königreich
- Zentralamerikanische Konföderation (1823 bis 1840)

## Liste von Ständigen Vertretern der Vereinigten Staaten nach internationaler Organisation
- Europäische Union
- Vereinte Nationen

## Bekannte US-Botschafter
Bekannte Botschafter und ihre Einsatzländer waren:
- John Adams – Vereinigtes Königreich und Niederlande
- John Quincy Adams – Vereinigtes Königreich, Russland, Niederlande und Deutschland
- Madeleine Albright – Vereinte Nationen
- William Anders – Norwegen
- Walter H. Annenberg – Vereinigtes Königreich
- William Waldorf Astor – Italien
- Shirley Temple Black – Tschechoslowakei und Ghana
- Carol Moseley Braun – Neuseeland
- James Buchanan – Russland und Vereinigtes Königreich
- Ellsworth Bunker – Südvietnam
- George Bush – Vereinte Nationen
- George M. Dallas – Vereinigtes Königreich und Russland
- Frederick Douglass – Haiti
- Lawrence Eagleburger – Jugoslawien
- Tom Foley – Japan
- Benjamin Franklin – Frankreich, Schweden
- John Kenneth Galbraith – Indien
- Arthur Goldberg – Vereinte Nationen
- Hannibal Hamlin – Spanien
- W. Averell Harriman – Sowjetunion, Vereinigtes Königreich
- Richard Holbrooke – Vereinte Nationen, Deutschland
- John Jay – Spanien
- Thomas Jefferson – Frankreich
- Caroline Kennedy – Japan
- Jeane Kirkpatrick – Vereinte Nationen
- Robert Todd Lincoln – Vereinigtes Königreich
- Henry Cabot Lodge Jr. – Vereinte Nationen und BRD
- Graham Martin – Südvietnam
- George McGovern – Büro der Vereinten Nationen in Rom
- Andrew W. Mellon – Vereinigtes Königreich
- Walter F. Mondale – Japan
- James Monroe – Frankreich, Vereinigtes Königreich
- Daniel Patrick Moynihan – Vereinte Nationen
- John Negroponte – Honduras,  Irak, Mexiko, Philippinen und Vereinte Nationen
- Charles C. Pinckney – Frankreich und Spanien
- Elliot Richardson – Vereinigtes Königreich
- Carl Rowan – Finnland
- Donald Rumsfeld – NATO
- Raymond A. Spruance – Philippinen
- Martin Van Buren – Vereinigtes Königreich
- Paul Wolfowitz – Indonesien
- Andrew Young – Vereinte Nationen